# وانگ لی (شمشیرباز)
وانگ لی (انگلیسی: Wang Lei؛ زادهٔ ۲۰ مارس ۱۹۸۱) ورزشکار شمشیربازی اهل چین است.
وی در مسابقات کشوری و بین‌المللی در مجموع برندهٔ ۱ مدال طلا، ۱ مدال نقره شده‌است.